# Epichrysomallinae
Epichrysomallinae vormen een onderfamilie van insecten die behoren tot de familie Pteromalidae. 

## Taxonomie
De volgende  geslachten zijn bij de familie ingedeeld:
- Sycophilodes Joseph, 1961[1]